# Laubwiese

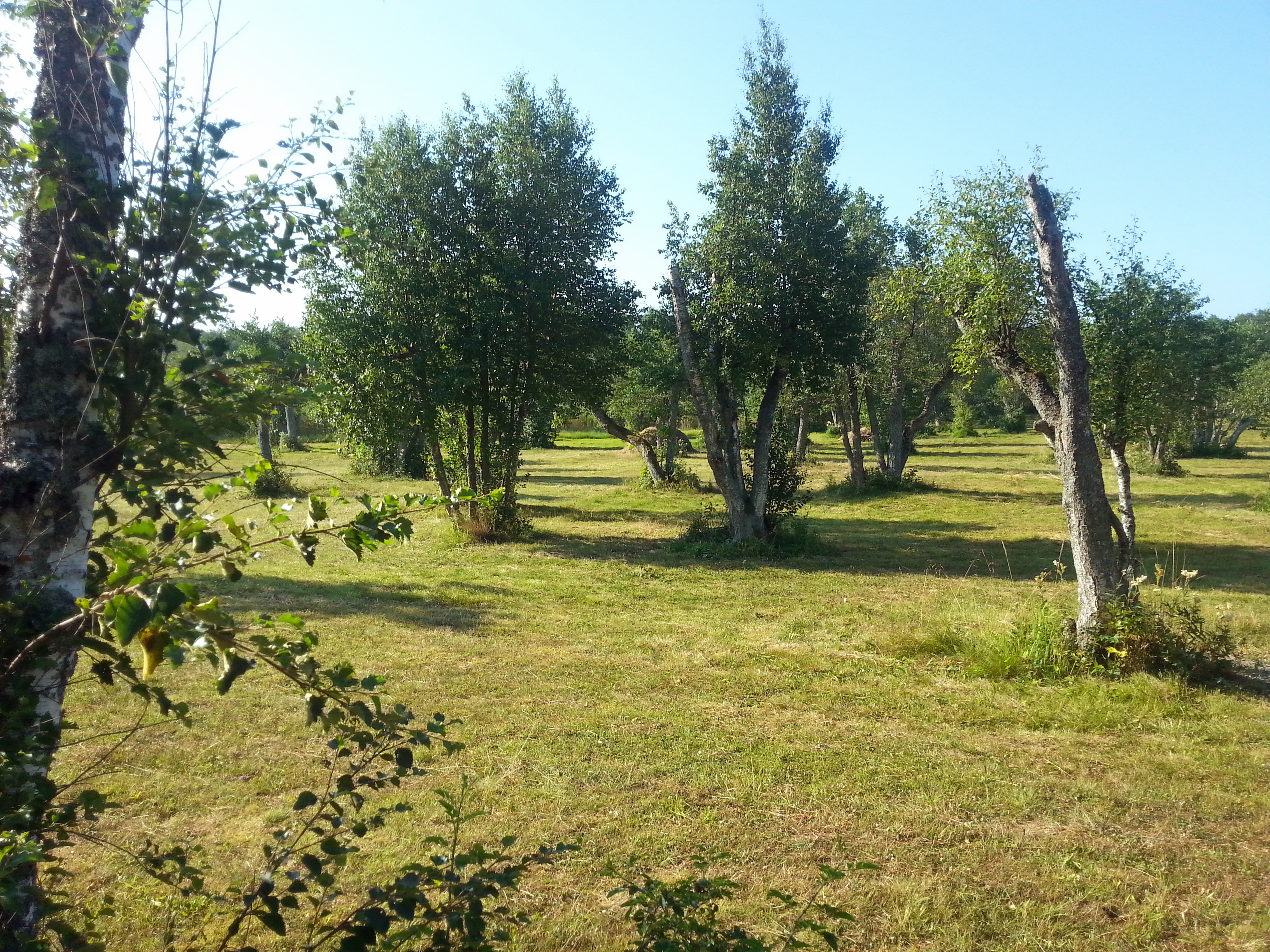
Laubwiese auf den Ålandinseln

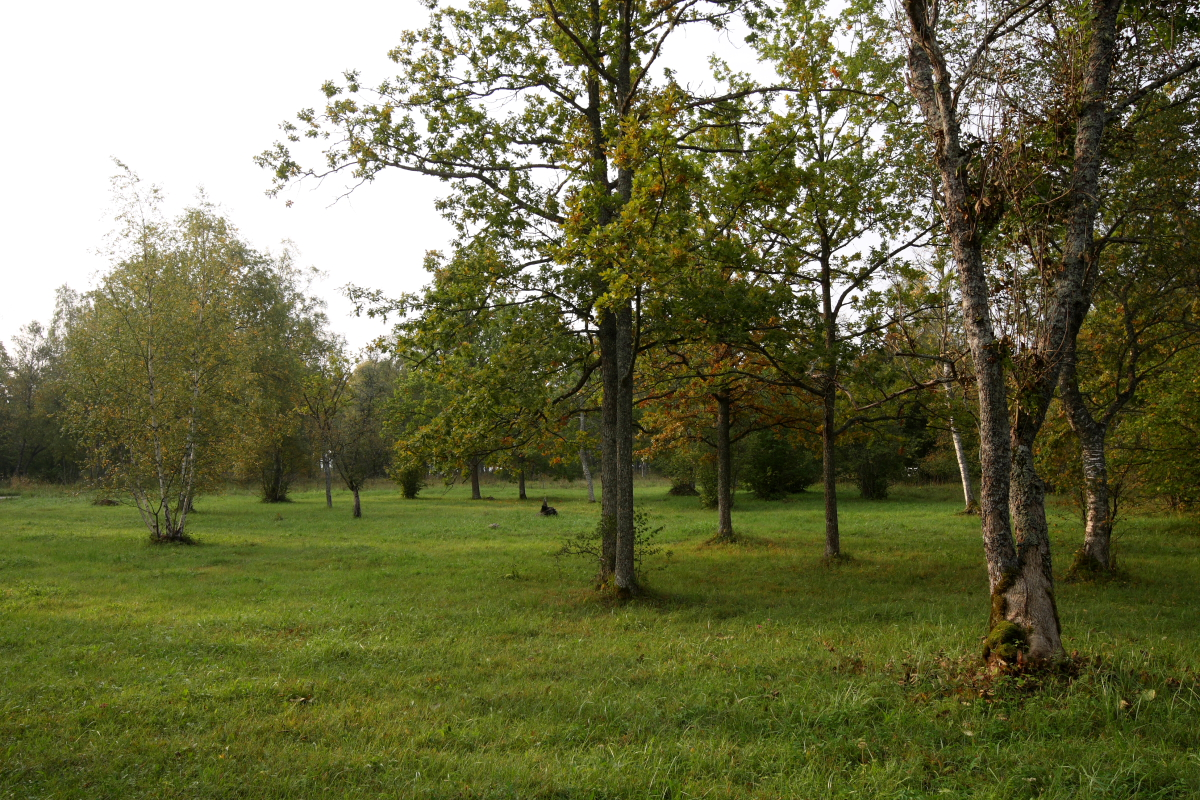
Laubwiese in Estland

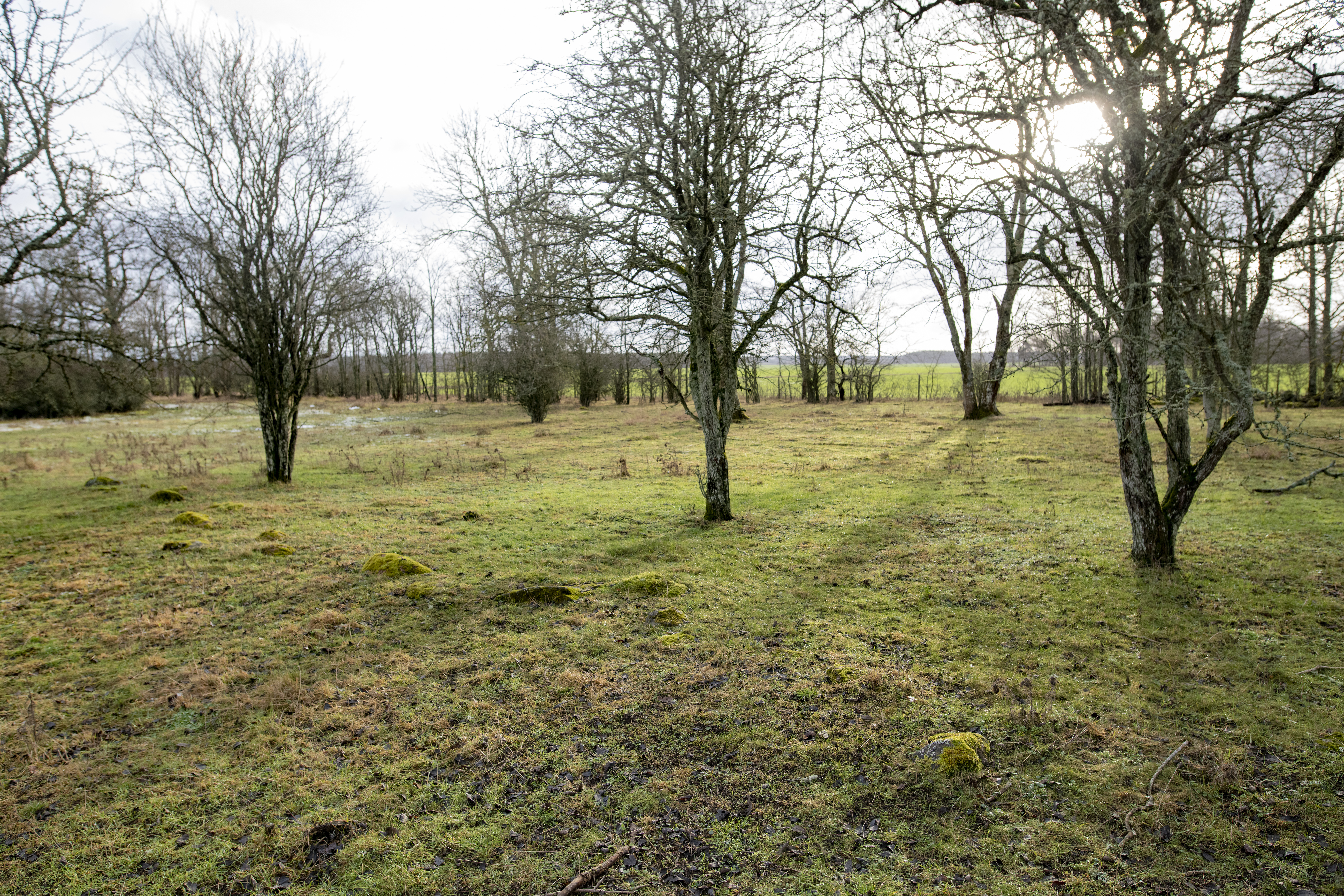
Laubwiese auf Gotland

Laubwiesen (Gehölzwiesen; nach der Region ihres Hauptvorkommens auch als baltische Laubwiesen bezeichnet) entstanden durch vielseitige und intensive Nutzung und Förderung der Ressourcen von Wäldern im siedlungsnahen Raum. 
Unter dem lichten Schirm von Altbäumen befindet sich eine zweite lockere Baumschicht und eine ebenfalls weitständige Strauchschicht. Im Gegensatz zu den Verhältnissen in echten Wäldern ist die Krautschicht dicht und es fehlt eine Streuauflage.

## Verbreitung
Laubwiesen sind über das südliche Schweden, die Ålandinseln und Südfinnland sowie Estland, Lettland und Litauen verbreitet. Ihre Nordgrenze wird ungefähr durch die nördliche Arealgrenze der Gemeinen Esche (Fraxinus excelsior) markiert.

## Arten
| In der Bodenvegetation findet man: - Zittergras (Briza media) - Echter Schaf-Schwingel (Festuca ovina) - Gelber Frauenschuh (Cypripedium calceolus) - Fuchsknabenkraut (Dactylorhiza fuchsii) - Holunderknabenkraut (Dactylorhiza sambucina) - Stattliches Knabenkraut (Orchis mascula) - Großes Zweiblatt (Listera ovata) - Blutroter Storchschnabel (Geranium sanguineum) - Sonnenröschen (Helianthemum nummularium) - Sumpf-Kreuzblume (Polygala amarella) - Echte Schlüsselblume (Primula veris) | - Mehlprimel (Primula farinosa) - Kleiner Klappertopf (Rhinanthus minor) - Großer Klappertopf (R. serotinus) - Teufelsabbiss (Succisa pratensis) - Färberscharte (Serratula tinctoria) - Blaugras (Sesleria coerulea) - Kleines Mädesüß (Filipendula hexapetala) - Rotschwingel (Festuca rubra) - Blaugrüne Segge (Carex flacca) - Wiesenflockenblume (Centaurea jacea) - Stängellose Kratzdistel (Cirsium acaule). |

| Die Baumschichten werden gebildet aus: - Gemeiner Esche (Fraxinus excelsior) - Birke (Betula pendula) - Stieleiche (Quercus robur) - Winterlinde (Tilia cordata) - Bergulme (Ulmus glabra) - Schwedischer Vogelbeere (Sorbus intermedia) | In der Strauchschicht dominiert Gemeine Hasel (Corylus avellana) neben den Jungpflanzen der genannten Baumarten. |

Die Vegetation der Laubwiesen wird neben dem Nutzungsregime natürlich auch von den Standortverhältnissen geprägt. Kalkreiche Ausprägungen unterscheiden sich deutlich von eher sauren.

## Nutzungsformen
Für den Erhalt der Werte dieser alten Wiesenform ist es sehr wichtig, die charakteristischen Merkmale und Strukturen in traditioneller Weise zu nutzen.

### Harken
Im Frühling (Ende April bis in den Mai hinein) wird, um dem frisch sprießenden Gras Luft zu geben, die Wiese abgeharkt. Eine verrottende Laubschicht als Mulchdecke würde die Heuerträge drastisch zurückgehen lassen. Gleichzeitig bewirkt das Abharken eine Aushagerung. Konkurrenzschwache Arten können sich etablieren. Im Frühjahr noch unter Wasser stehende Teile der Wiese werden nach dem Trockenfallen geharkt. Altes Laub, Zweige und Äste werden in kleinen Haufen auf weniger produktiven Bereichen der Wiese verbrannt. Traditionell werden diese Haufen auch auf alte Baumstubben gepackt und dort verbrannt oder in der Nähe von Gebüschen, wo die Grasdecke nur schütter ist. Wenn viel Laub anfällt, haben diese Feuerstellen nur wenige Meter Abstand voneinander. Es wurden üblicherweise keine großen Feuer entfacht.
Auf Gotland wurden Harken verwendet, deren Stiel aus Kiefer bestand und der Zinken tragende Teil aus Esche. Er war mit zwei oder drei Bögen aus Ebereschen- oder Kornelkirschholz am Stiel befestigt. Die Zinken bestanden aus Kornel-, Eschen- oder Fliederholz. Zur Unterscheidung bemalte jede Familie ihre Harken mit bestimmten Farbkombinationen.
In der Wachstumsphase nach dem Harken bis zur Mahd wird die Wiese nicht mehr betreten, und auf keinen Fall beweidet. Es ist ausgesprochen wichtig, in dieser Zeit Tritteinwirkungen auf die Wiesenvegetation zu vermeiden.

### Mahd
Der günstigste Zeitpunkt für die Heumahd liegt auf Mineralbodenstandorten in der zweiten Julihälfte, wenn die Biomasse am größten ist. Eine alte gotländische Bauernregel sagt, dass der günstigste Zeitpunkt für die Mahd herangekommen ist, wenn die Samen des Klappertopfs (eine auf Gräsern schmarotzende Art aus der Familie der Rachenblütler (Scrophulariaceae)) rasseln.
Nach der Mahd trocknet das Gras einige Tage und wird täglich gewendet. Später wird es zu kleinen Haufen geharkt, um endgültig zu trocknen. Heu von schattigen Flächen wird in offenere Bereiche der Wiese getragen. Es dürfen keine Heureste auf der Fläche verbleiben. Sie würden ebenfalls verrotten und die Grasvegetation ersticken.
Durch den späten Mahdtermin werden Pflanzenarten gefördert, die relativ spät blühen und auf Fortpflanzung über Samen angewiesen sind. Diese fallen während des Trocknens und Heuwendens aus und tragen so entscheidend zur Reproduktion der Vegetation bei.
Ursprünglich wurden Sensen verwendet. Heute kommen Traktoren mit Mähbalken zum Einsatz. Mit der Sense werden nur noch für Traktoren unzugängliche Bereiche gemäht.
Messermähwerke schneiden gleichmäßig und glatt. Niedrigwüchsige Arten bleiben bis auf die Blütentriebe meist verschont und treiben nach kurzer Zeit erneut.
Schnell fahrende Kreisel- und Schlegelmähwerke reißen die Pflanzenteile mehr ab als dass sie schneiden. Niedrigwüchsige wenig regenerationsfähige Arten werden durch diese Geräte stärker beeinträchtigt als bei der Mahd mit Mähbalken.

### Schneiteln
Als Schneiteln wird die Ernte von Laubheu bezeichnet. In historischer Zeit wurden die Bäume in Intervallen von drei bis sechs Jahren beschnitten und die belaubten Zweige als Winterfutter getrocknet. Lange Zeit nicht beschnittene Bäume drohen auseinanderzubrechen. Aus landschaftspflegerischer Sicht reichen heute Intervalle von vier bis neun Jahren. Länger sollten die Abschnitte nicht sein, weil sonst die Äste zu groß werden und die entsprechend großen Schnittwunden schlecht heilen. Außerdem wird die Beschattung zu groß und die Bodenvegetation löst sich auf.

### Nachweide
Im Herbst, einige Wochen nach der Heuernte, können für eine kurze Periode Haustiere den zweiten Aufwuchs abweiden. Diese Nachweide ist fördernd für die Wiesenvegetation, weil die Tiere die bei der Heuernte ausgefallenen Samen in den Boden treten und so viel mehr Samen in das Keimbett gelangen und so ihre Keimungswahrscheinlichkeit erhöht wird.
Mit Beginn der Herbstniederschläge werden die Tiere von der Weide genommen, um Trittschäden am aufgeweichten Boden zu vermeiden. Um keine Geilstellen entstehen zu lassen, wurden die Dunghaufen traditionellerweise im Frühjahr mit einem Krückstock auf der Wiese zerstreut.

### Holznutzung
Holz wurde im Herbst, Winter oder zeitigen Frühjahr eingeschlagen. Es gab wertvolles Bauholz für die Wohn- oder Wirtschaftsgebäude, Zaunpfähle, Werkzeugstiele, Fassreifen, Speichen, Radfelgen und vieles mehr. Auflichten ist Voraussetzung für üppiges Wachstum der krautigen Vegetation und eine reiche Heuernte. Ohne Holzentnahme würde aus einer Laubwiese in wenigen Jahren ein geschlossener Wald entstehen. Mit Beginn des 20. Jh. wurden die meisten Laubwiesen immer schattiger. Die Produktivität der Wiesen, die ihr Optimum bei einem gewissen Beschattungsgrad haben, der nicht überschritten werden darf, sank.
Als Richtwert für eine Pflegenutzung können 35 % Bestockungsgrad mit Gehölzen gelten.
Besonderer Wert wurde früher auf den Schnitt der Haselbüsche gelegt. Sie sollen eine strikt aufrechte Form behalten, um möglichst wenig Schatten zu werfen. Entsprechend wurden regelmäßig tote, alte und herabhängende Äste entfernt.

## Geschichte
Schneitelmesser oder Laubsicheln zur Gewinnung von Laubheu sind seit der späten vorrömischen Eisenzeit, also seit rund 2000 Jahren bekannt und haben sich seitdem in ihrer Form kaum verändert. Als Gertel bezeichnete Haumesser werden in der forstlichen Kulturpflege verwendet oder sind in Ländern, in denen Laubheu noch heute geerntet wird, in Eisenwarenhandlungen zu finden. Laubwiesen in ihrer heutigen Artenzusammensetzung können aber auch erst mit der Verbreitung der Sense als Erntegerät im baltischen Raum entstanden sein. Diese traten ähnlich wie die Schneitelmesser in der späten vorrömischen Eisenzeit auf (LEUBE 1990).
KUKK und KULL (1997) vermuten, dass laubwiesenähnliche Systeme schon vor der Einführung der Sense entstanden. Multifunktionelle Formen der Nutzung von Holz, Laubfutter und Weideland auf ein und derselben Fläche begannen sicher schon lange vorher, nach Meinung der genannten Autoren schon vor ca. 4000 Jahren. Jedoch erst die Mahd mit der Sense kann die heute noch zu beobachtenden Artenkombinationen hervorgerufen haben.
Noch vor wenigen hundert Jahren waren Laubwiesen als hoch intensives und ausgeklügeltes Nutzungssystem im südlichen Ostseeraum weit verbreitet. Bevölkerungswachstum im 19. Jahrhundert, Intensivierung der Landwirtschaft und damit einhergehende stärkere Separation von Grünland und Wald verursachten das weitestgehende Verschwinden der Laubwiesen. In Estland existierten im ausgehenden 19. Jh. noch 850.000 ha Laubwiesen. Heute sind es noch rund 1.000 ha.

## Naturschutz
Die hohe Biodiversität nicht nur nach der Anzahl der Arten, sondern auch ihre Seltenheit und Gefährdung führten zur Aufnahme der baltischen Laubwiesen in den Anhang I der Richtlinie 92/43/EWG des Rates vom 21. Mai 1992 zur Erhaltung der natürlichen Lebensräume sowie der wildlebenden Tiere und Pflanzen (FFH-Richtlinie) als sogenannter prioritärer Lebensraumtyp unter der Bezeichnung „6530 * Fennoscandian wooded meadow“. In Schweden, Finnland und den baltischen Staaten wurden zahlreiche Gebiete zum Schutz dieses Lebensraumtyps ausgewiesen.
Sehenswerte Laubwiesen guter Ausprägung sind z. B. auf Öland Lilla Horns Löväng, auf Gotland Allekvie Löväng, auf den Ålandinseln Tullarns Äng östlich von Mariehamn und in Estland Allika (Kreis Lääne), Laelatu, Nedrema und Vahenurme (letztere Kreis Pärnu).
Hinweise auf Laubwiesen südlich Berlins im Schöbendorfer Busch findet man bei FISCHER, W. et al. 1982.

## Verwandte Ökosysteme
Verwandte Ökosysteme sind die viel weiter verbreiteten Waldweiden und Hutewälder. Als Lebensraumtyp "9070 - Fennoscandian wooded pastures" nach Anhang 1 der FFH-Richtlinie werden sie in den EU-Mitgliedstaaten der borealen biogeographischen Zone geschützt. Das Prinzip der Holznutzung ist hier ähnlich dem in den Laubwiesen, teilweise aber auch deutlich extensiver z. B. als reine Knüppelholznutzung der Mastbäume. Die krautige Vegetation wird aber nur beweidet, sodass auch hier die typischen Unterschiede zwischen Wiese und Weide deutlich werden.

## Weiterführende Literatur
- A. Einarsson, P. Milberg: Species richness and distribution in relation to light in wooded meadows and pastures in southern Sweden. In: Ann. Bot. Fennici. Band 36, 1999, S. 99–107.
- W. Fischer, K. H. Großer, K.-H. Mansik, U. Wegener: Handbuch der Naturschutzgebiete der DDR. Band 2, 1982.
- C.-A. Häggström: Vegetation and soil of the wooded meadows in Nåtö, Aland. (= Acta Bot.Fennica. Band 120). 1983, OCLC 503856831S. 1–66.
- C.-A. Häggström: Protection of wooded meadows in Ăland - problems, methods and perspectives. In: Oulanka Reports. Band 8, 1988, S. 88–95.
- T. Kukk, K. Kull: Wooded Meadows [Puisniidud]. (= Estonia Maritima. Band 2). 1997, ISBN 9985-60-335-4.
- K. Kull, T. Kukk, A. Lotman: When culture supports biodiversity: The case of wooded meadow. In: A. Roepstorff, N. Bubandt, K. Kull (Hrsg.): Imagining Nature: Practices of Cosmology and Identity. Aarhus University Press, Aarhus 2003, S. 76–96. (pdf)
- A. Leube: Studien zu Wirtschaft und Siedlung bei den germanischen Stämmen im nordöstlichen Mitteleuropa während des 1. bis 5./6. Jahrhunderts unserer Zeit. Habilitationsschrift. Berlin 1990.
- RICHTLINIE 92/43/EWG DES RATES vom 21. Mai 1992 zur Erhaltung der natürlichen Lebensräume sowie der wildlebenden Tiere und Pflanzen. (FFH-Richtlinie).
- L. Wallin: Plant Population Dynamics and Conservation in Wooded Hay-Meadows – Effects of Intensified Management. (= Digital Comprehensive Summaries of Uppsala Dissertations from the Faculty of Science and Technology. 282). Acta Universitatis Upsalensis, Uppsala 2007, ISBN 978-91-554-6829-3.